# Skarvheimen
Skarvheimen er et højfjeldsområde som forbinder Jotunheimen med Hardangervidda, og ligger i Viken, Vestland og Innlandet fylker i Norge. Det oprindelige og mest brugte navn på området er Nordfjella. Området fik navnet Skarvheimen efter en afstemning i NRK i 1995, blandt andet baseret på at både Hallingskarvet og Reineskarvet ligger i området.
Løst defineret strækker Skarvheimen sig fra Vangsmjøsa i nordøst, langs E16 til Lærdal og Flåm i nordvest, langs Flåmsbanen og Bergensbanen til Finse og Geilo i sydvest, videre langs Hallingdal til Gol i sydøst og op Hemsedal mod Vangsmjøsa.
Området er tilgængelig med tog via Bergensbanen, med bus og med bil. Skarvheimen er rekreativt område for hyttebeboere i blandt andet Lærdal, Hemsedal, Hol, Ål og Gol.
Aurlandsdalen og Rallarvegen er kendte turmål. Den Norske Turistforening mærker turstier om sommeren og stikker løjper om vinteren. Der er både betjente og selvbetjente hytter i Skarvheimen, blandt andet Iungsdalshytta, Geiterygghytta, Bjordalsbu, Sulebu, Slettningsbu, Kljåen og Kongshelleren.